# Georgina Beyer

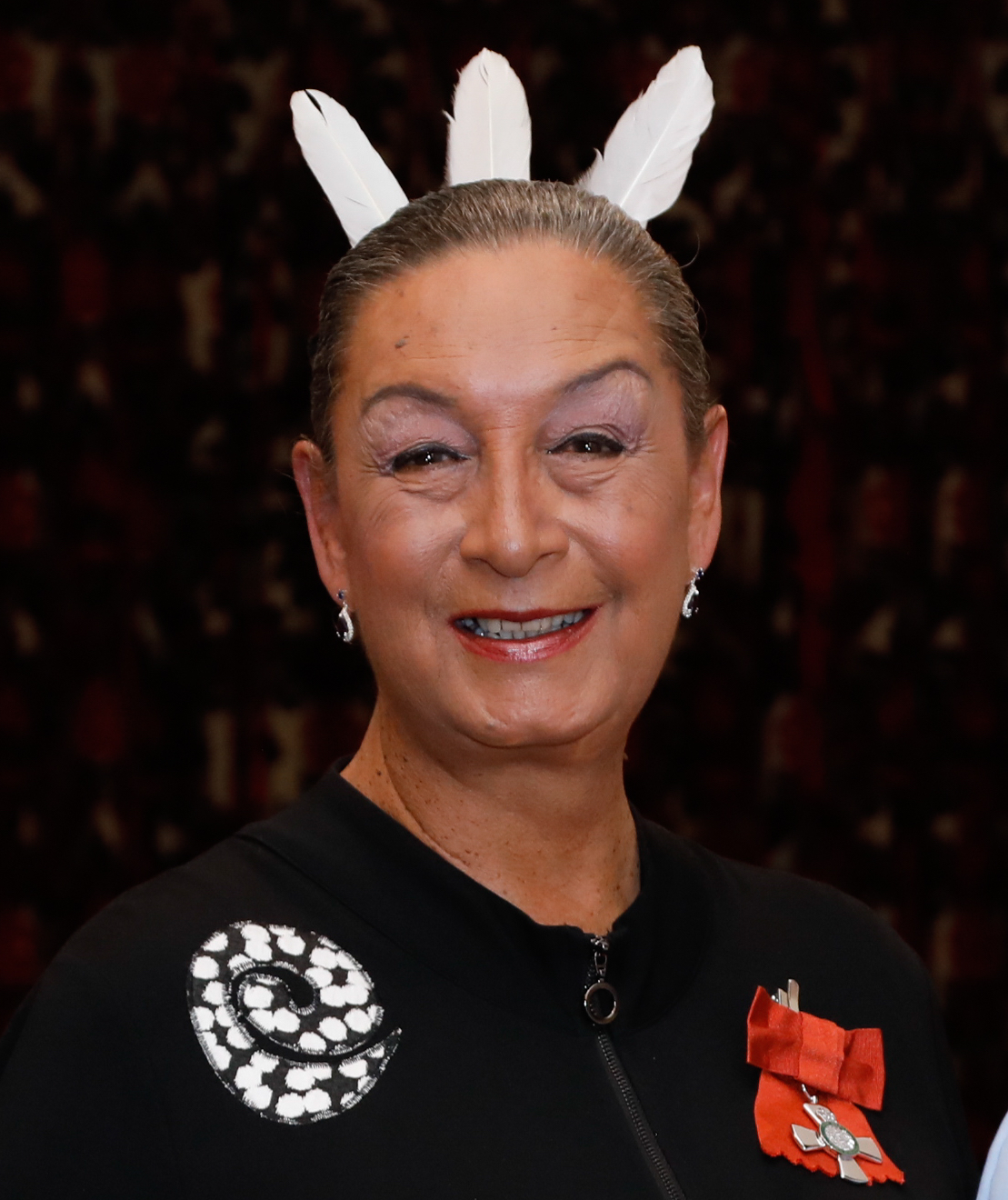
Georgina Beyer (2020)

Georgina Beyer MNZM (* November 1957 in Wellington als George Beyer; † 6. März 2023 ebendort) war eine neuseeländische Politikerin (New Zealand Labour Party).

## Leben
Georgina Beyer wurde 1957 in Wellington geboren und verbrachte ihre frühe Kindheit auf dem Bauernhof ihrer Großeltern. Später zog sie nach Wellington und lebte bei ihrer Mutter. Beyer besuchte in Wellington das Onslow College. Mit 17 Jahren bemerkte Beyer, dass sie transgender ist. Sie begann in Nachtclubs als Prostituierte in Sydney, Australien, zu arbeiten, und war als Stripperin tätig. In dieser Zeit wurde sie Opfer einer Vergewaltigung durch vier Männer. Nach diesem Vorfall kehrte sie nach Neuseeland zurück, wo sie als Schauspielerin arbeitete. 1984 unterzog sie sich einer geschlechtsangleichenden Operation. 1987 wurde Beyer für den Filmpreis Gofta für ihre Rolle in Jewel's Darl nominiert.  Sie zog nach Carterton in Wairarapa, wo sie eine Arbeit als Radiomoderatorin annahm. In Carterton engagierte sie sich auf lokaler Ebene als Politikerin und wurde 1995 zur Bürgermeisterin gewählt. Das Amt der Bürgermeisterin übte sie bis 2000 aus und war in ihrer Amtszeit die erste offen transsexuell lebende Bürgermeisterin weltweit. 
Für politische Kommentatoren überraschend zog sie 1999 als Politikerin der New Zealand Labour Party in das neuseeländische Parlament ein, wobei sie Paul Henry von der New Zealand National Party besiegte. Damit wurde sie die erste offen transsexuell lebende Abgeordnete weltweit. 2004 unterstützte sie als Abgeordnete die Einführung der Civil Union (eingetragene Partnerschaft) in Neuseeland. Sie blieb bis 2005 Abgeordnete im Parlament.
Georgina Beyer starb am 6. März 2023 im Alter von 65 Jahren in einem Hospiz in Wellington.